# Meretz
Meretz (hebräisch מרצ) war eine linke politische Partei in Israel, die seit 2022 nicht mehr in der Knesset vertreten ist. Der hebräische Begriff Meretz bedeutet so viel wie „Tatkraft“ oder „Elan“.
Im Juli 2024 schloss sie sich zusammen mit der Avoda-Partei zur neuen Demokratischen Partei (hebräisch הדמוקרטים HaDemokratim) zusammen.

## Geschichte

Die israelischen Linksparteien bis 2009

Meretz entstand 1992 als Wahlbündnis der Bürgerrechtsbewegung Ratz, der Vereinigten Arbeiterpartei Mapam und der liberalen Schinui. 1996 wurde das Bündnis in eine Partei umgewandelt. Dabei übernahm die Meretz die Mitgliedschaft in der Sozialistischen Internationale von der Mapam.
Von 1992 bis 1996 und von 1999 bis Anfang 2001 war Meretz an den von der Awoda geführten Regierungen beteiligt.
Im Dezember 2003 schloss sich Meretz mit Jossi Beilins außerparlamentarischer Schachar-Bewegung (שח״ר, deutsch „Morgenröte“) zusammen. Verschiedene Namen wurden für die neue Partei vorgeschlagen, wobei sich letztlich Jachad durchsetzte. Jachad (deutsch „gemeinsam“) war die Abkürzung für Jisra’el chewratit demokratit (ישראל חברתית דמוקרטית, Sozialdemokratisches Israel). Die Partei trat für eine konsequente Friedenspolitik gegenüber den Palästinensern ein und trat mit dem Anspruch auf, das israelische Friedenslager zu vereinen. Sie unterstützte die Genfer Initiative, deren Mitinitiator Beilin war.
Im Juli 2005 wurde der Name in Meretz-Jachad (hebräisch מרצ-יחד) verändert, da sich aus Umfragen ergeben hatte, dass der Name Jachad innerhalb der israelischen Öffentlichkeit keine nennenswerte Resonanz hervorrief, und dass diese den Namen Meretz vorzog. Für die Wahlen zur 17. Knesset im März 2006 wurde der Jachad-Bestandteil des Namens fallen gelassen, so dass die Partei zwischenzeitlich wieder Meretz hieß.
Vor den Knessetwahlen 2009 kündigte Schalom-Achschaw-Gründer Amos Oz eine neue linke Bewegung unter Führung der Meretz-Partei an, die sich auf den Werten der Sozialdemokratie und in Konkurrenz zur Arbeitspartei gründen wolle. Unterstützt wurde der Plan von ehemals führenden Politikern der Arbeitspartei wie den Ex-Ministern Schlomo Ben Ami, Uzi Baram sowie dem ehemaligen Knesset-Sprecher Avraham Burg. Bei den Knessetwahlen konnte das neue Bündnis unter dem Namen Neue Bewegung-Meretz aber keinen Wahlerfolg erzielen und verlor stattdessen zwei Knesset-Sitze gegenüber dem Meretz-Resultat des Jahres 2006. Dennoch kündigte der Meretz-Vorsitzende Chaim Oron an, seine Partei werde auch trotz des schlechten Abschneidens eine Schlüsselrolle bei der Etablierung einer neuen zionistischen pazifistischen und humanistischen Sozialdemokratischen Linken in Israel spielen.
Seit dem Knesset-Wahlkampf 2009 firmiert die Partei wieder unter dem Namen Meretz.
Im Vorfeld der Knesset-Wahl im September 2019 schloss sich Meretz mit der von Ehud Barak neu gegründeten Partei Demokratisches Israel zum Wahlbündnis Demokratische Union zusammen. Dem Bündnis schlossen sich außerdem die Grüne Bewegung (HaTnu'a HaYeruqa) und die Awoda-Abgeordnete Stav Shaffir an. Die Demokratische Union gewann insgesamt fünf Mandate in der Knesset, wovon drei an Meretz gingen.
Bei der Knesset-Wahl im März 2020 trat Meretz mit den Parteien Awoda und Gescher auf einer gemeinsamen Liste an. Das Bündnis gewann sieben Sitze, davon gingen zwei an Meretz.
Bei den Parlamentswahlen 2022 scheiterte die Partei knapp an der 3,25-%-Hürde und war damals erstmals seit ihrer Gründung nicht mehr im Parlament vertreten.

## Programm
Meretz setzt sich nach Selbstbeschreibung für Bürgerrechte, Soziale Gerechtigkeit, die Gleichstellung der Frau, Wahlreformen und religiösen Pluralismus ein. Als erste zionistische Partei akzeptierte Meretz die Idee eines palästinensischen Staates.
Neben der Unterstützung eines israelischen Rückzugs aus Judäa und Samaria (Westjordanland) und der Gründung eines palästinensischen Staates fordert Meretz eine „sozialdemokratische wirtschaftliche Alternative“ zur Marktwirtschaft sowie Umweltgerechtigkeit, Steuererhöhungen für höhere Einkommen und eine Erhöhung der Sozialausgaben, höhere Ausgaben für die öffentliche Gesundheitsversorgung und Bildung sowie eine Erhöhung der Zahlungen für Menschen mit Behinderungen. Weiter steht Meretz für die Legalisierung von Marihuana, die Unterstützung für gleichgeschlechtliche Ehen und der vollen Rechte für gleichgeschlechtliche Paare.

## Vorsitzende
- 1993–1996 Schulamit Aloni
- 1996–2003 Jossi Sarid
- 2004–2008 Jossi Beilin
- 2008–2011 Chaim Oron
- 2012–2018 Zehava Gal-On
- 2018–2019 Tamar Zandberg
- 2019–2022 Nitzan Horowitz
- seit 2022 Zehava Gal-On

## Wahlergebnisse zur Knesset
| Knesset | Jahr | Stimmen total | Stimmen in % | Sitze im Parlament | Bemerkung                                                                                          |
| ------- | ---- | ------------- | ------------ | ------------------ | -------------------------------------------------------------------------------------------------- |
| 13.     | 1992 | 250.667       | 9,6          | 12                 | |
| 14.     | 1996 | 226.275       | 7,4          | 9                  | |
| 15.     | 1999 | 253.525       | 7,6          | 10                 | |
| 16.     | 2003 | 164.122       | 5,21         | 6                  | als Mechetz-Jachad; Wahlbündnis mit Bechira Demokratit                                             |
| 17.     | 2006 | 118.302       | 3,77         | 5                  | als Mechetz-Jachad                                                                                 |
| 18.     | 2009 | 99.611        | 2,95         | 3                  | als Neue Bewegung-Meretz                                                                           |
| 19.     | 2013 | 172.403       | 4,55         | 6                  | |
| 20.     | 2015 | 165.292       | 3,93         | 5                  | |
| 21.     | 2019 | 156.473       | 3,63         | 4                  | |
| 22.     | 2019 | 192.261       | 4,34         | 5                  | Im Wahlbündnis Demokratische Union; drei der fünf Sitze gingen an Meretz.                          |
| 23.     | 2020 | 267.457       | 5,83         | 7                  | Im Wahlbündnis Awoda-Gescher-Meretz mit Awoda und Gescher; zwei der sieben Sitze gingen an Meretz. |
| 24.     | 2021 | 202.218       | 4,59         | 6                  | |
| 25.     | 2022 | 150.696       | 3,16         | 0                  | aufgrund der 3,25-Prozent-Hürde aus der Knesset ausgeschieden                                      |

## Jugendorganisation

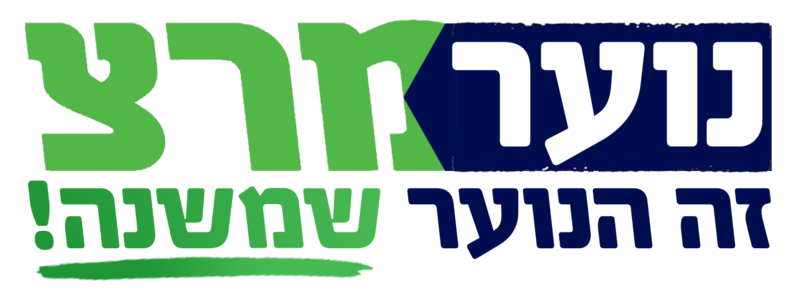
Logo der Youth Meretz

Der Jugendverband Young Meretz ist Mitglied der International Union of Socialist Youth (IUSY, deutsch Sozialistische Jugend-Internationale) und als solches Schwesterverband der Jusos und der Falken.